# Rusowsky
Ruslán Mediavilla (Valladolid, 1999), conocido como Rusowsky, es un cantante, compositor y productor criado en Fuenlabrada, Madrid.
Su música explora géneros underground y vanguardistas como bedroom pop, R&B,  reggaetón, techno, hip hop o incluso jazz.

## Biografía
Rusowsky nació en una familia bielorrusa, su madre era integrante de un grupo folklore bielorruso. Rusowsky cuenta con formación en música clásica con conocimientos de solfeo y toca instrumentos como la guitarra y el piano. Empezó a los cuatro años dando clases en la escuela de música de su madre. Más tarde estudió en el conservatorio profesional de piano. Su seudónimo Rusowsky viene de que su apodo "Rus" y la mezcla de "Wazowski", el nombre del protagonista de Monstruos S.A
Sus letras se caracterizan por sonidos melancólicos que mezclan el inglés y el español aunque dice no quiere encasillarse en ningún género.  Sus canciones están creadas y producidas en el teclado de su habitación sin contar con grandes medios tecnológicos.

## Carrera musical
Rusowsky comenzó en la música publicando sus primeros temas en 2019. Admite que sus canciones están muy vinculadas a las etapas vitales que atraviesa. Canta temas de amor y desamor, a la soledad y a la tranquilidad. Se inspira a la hora de crear nueva música en cantantes como Tyler the Creator.
Su tema “So So”, que cuenta con más de 20 millones en Spotify, está inspirada en "Sin Ingresos" de Soto Asa. Otro de sus termas más famosos es "Mwah:3", con el que luego debutaría en Gallery Session.
En su breve paso por la industria musical, Rusowsky ha colaborado con artistas como Dellafuente, con el sencillo "El camino" una canción de amor donde una persona está dispuesta a cualquier distancia para estar con su amante. También C.Tangana, quien le escribió tras la pandemia para que Rusowsky le produjese el tema "Bien:(".
Además, colaboró con otros artistas como Nawja con el tema “esta tarde vi llover” y L´haine con "LILO". También se relaciona con Ralphie Choo, Mori y Tristán, así como Drummie, Barry B, Gara Durán, Dinamarca o Hnos Muñoz.
En 2023 ha publicado su nuevo single "Loto"••££££ donde trata temas como el desamor, la melancolía y la tristeza  e incorporando matices mexicanos. 
Rusowsky ya ha conseguido un "sold out" en todos sus conciertos de España y Mexico y ha tocado en festivales como el Lollapalooza en Sudamérica, Cala Mijas, Bilbao BBK, Sonorama en España.
En mayo de 2025, Rusowsky lanzó su primer álbum de estudio titulado DAISY, un trabajo de 13 canciones que incluye colaboraciones con artistas como Jean Dawson, Las Ketchup, Ralphie Choo, Ravyn Lenae, Kevin Abstract y La Zowi. 
El disco ha sido descrito como una obra conceptual que mezcla sonidos de pop electrónico, reguetón alternativo y melancolía digital, y ha sido bien recibido por la crítica especializada, consolidando su estilo distintivo dentro del panorama musical español contemporáneo. Su último logro ha sido aparecer en una de la famosas sesiones de Tiny Desk Concerts 

## Discografía

### Sencillos
| Año  | Canción        | Certificaciones | Álbum     |
| 2019 | So So          |                 | Sin album |
| 2019 | Disorder Waves |                 | Sin album |
| 2020 | micro          |                 | Sin album |
| 2020 | esa carita     |                 | Sin album |
| 2020 | bamboo         |                 | Sin album |
| 2020 | no t dejas ver |                 | Sin album |
| 2022 | mwah :3        |                 | Sin album |
| 2022 | Pikito         |                 | Sin album |
| 2023 | Loto           |                 | Sin album |
| 2023 | OKRO           |                 | BABAYAGA  |
| 2024 | electric bby   |                 | Sin album |
| 2025 | SOPHIA         |                 | DAISY     |
| 2025 | ALTAGAMA       |                 | DAISY     |
| ---- | -------------- | --------------- | --------- |

### Colaboraciones
| Año  | Canción                                               | Certificaciones | Álbum                       |
| ---- | ----------------------------------------------------- | --------------- | --------------------------- |
| 2019 | olas (ft mori)                                        |                 | Sin album                   |
| 2020 | Dolores (ft Ralphie Choo)                             |                 | Sin album                   |
| 2021 | Liit (ft Cantamarta)                                  |                 | Sin album                   |
| 2022 | VALENTINO (ft Ralphie Choo, PEDRAXE, mori, Clutchill) |                 | Sin album                   |
| 2022 | GOOFY (ft TRISTÁN!)                                   |                 | Sin album                   |
| 2023 | Brujita (ft Saramalacara)                             |                 | BABAYAGA                    |
| 2023 | GATA (ft Ralphie Choo)                                |                 | SUPERNOVA (de Ralphie Choo) |
| 2024 | electric bby (ft Dellafuente)                         |                 | Sin album                   |
| 2024 | neo roneo (ft Latin Mafia)                            |                 | Sin album                   |
| 2025 | BBY ROMEO (ft Ralphie Choo)                           |                 | DAISY                       |

### Álbumes
- DAISY (2025)